# J.M. Weston

J.M. Weston (ou plus communément Weston) est, malgré la consonance anglo-saxonne de son nom, une entreprise de chaussures de luxe française, fondée en 1891 à Limoges, par Édouard Blanchard, bottier. Elle est connue entre autres pour ses mocassins destinés aux hommes et présente la particularité de vendre ses chaussures avec un choix de trois à sept largeurs de pied, en plus des demi-pointures.
À cette fabrication s’ajoutent des articles de petite maroquinerie et des commandes personnalisées. 
Depuis 2007, J.M. Weston a quitté le giron du groupe André, devenu Vivarte, mais reste la propriété de la famille Descours, au sein du groupe EPI.

## Historique
Le fils du fondateur Édouard Blanchard, Eugène, se rend aux États-Unis en 1904, plus particulièrement à Weston dans le Massachusetts, pour apprendre les dernières techniques de production. Il y reste trois ans. Il importe la technique du cousu Goodyear qui permet de monter et ressemeler les chaussures, et de les rendre plus résistantes. C'est lui également qui, en 1919, à la mort de son père Édouard, décide de limiter la production de six-cents à quatre-vingts paires quotidiennes.
En 1922, Eugène Blanchard s'associe avec Jean Viard, dandy parisien rencontré sur les champs de courses. Ensemble ils déposent la marque J.M. Weston, communément appelée Weston de nos jours, et ouvrent une première boutique parisienne au 98 boulevard de Courcelles, puis en 1932 sur les Champs-Élysées. Si le nom Weston rappelle la ville américaine, on ignore la raison du J.M..
En 1960, la mode du mocassin permet au modèle « 180 » créé vers 1946, appelé « Mohican » mais aussi plus communément « Janson-de-Sailly », de devenir un incontournable de la marque J.M. Weston.
L'entreprise est acquise en 1974 par Jean-Louis Descours, puis entre sous le giron du holding familial EPI en 1976.
En 1974, la société J.M. Weston rachète la marque commerciale (mais pas l'usine) Sylvestre Vincent et fils, vieille entreprise de chaussures de qualité fondée à Limoges en 1881, donc peu avant la création de l'entreprise Weston par Edouard Blanchard en 1891, mais qui était en train de péricliter. Ce rachat permet à Weston de récupérer certains marchés spéciaux et plus ou moins captifs qui permettaient à la société S. Vincent de survivre, tels que la fourniture des bottes de la garde républicaine et de la gendarmerie nationale ou les chaussures de cérémonie des officiers de l'armée (les bottines « élastiquées » du grand uniforme des élèves de École spéciale militaire de Saint-Cyr, par exemple). Weston achète en 1981 la tannerie végétale Bastin & Fils (située à une vingtaine de kilomètres de Limoges, à Saint-Léonard-de-Noblat), fondée en 1860, dont la cheminée datant de la révolution industrielle est encore en place. Cette tannerie fournit les peausseries, pour les semelles uniquement, depuis les débuts d'Édouard Blanchard, et traite environ cent-trente tonnes de peau de vache par an venant d'Allemagne et d'Autriche. La peausserie pour le dessus de la chaussure vient essentiellement de la tannerie française du Puy-en-Velay, rachetée par EPI en 2011, qui la revend finalement au Groupe Hermès en 2015.

### De nos jours

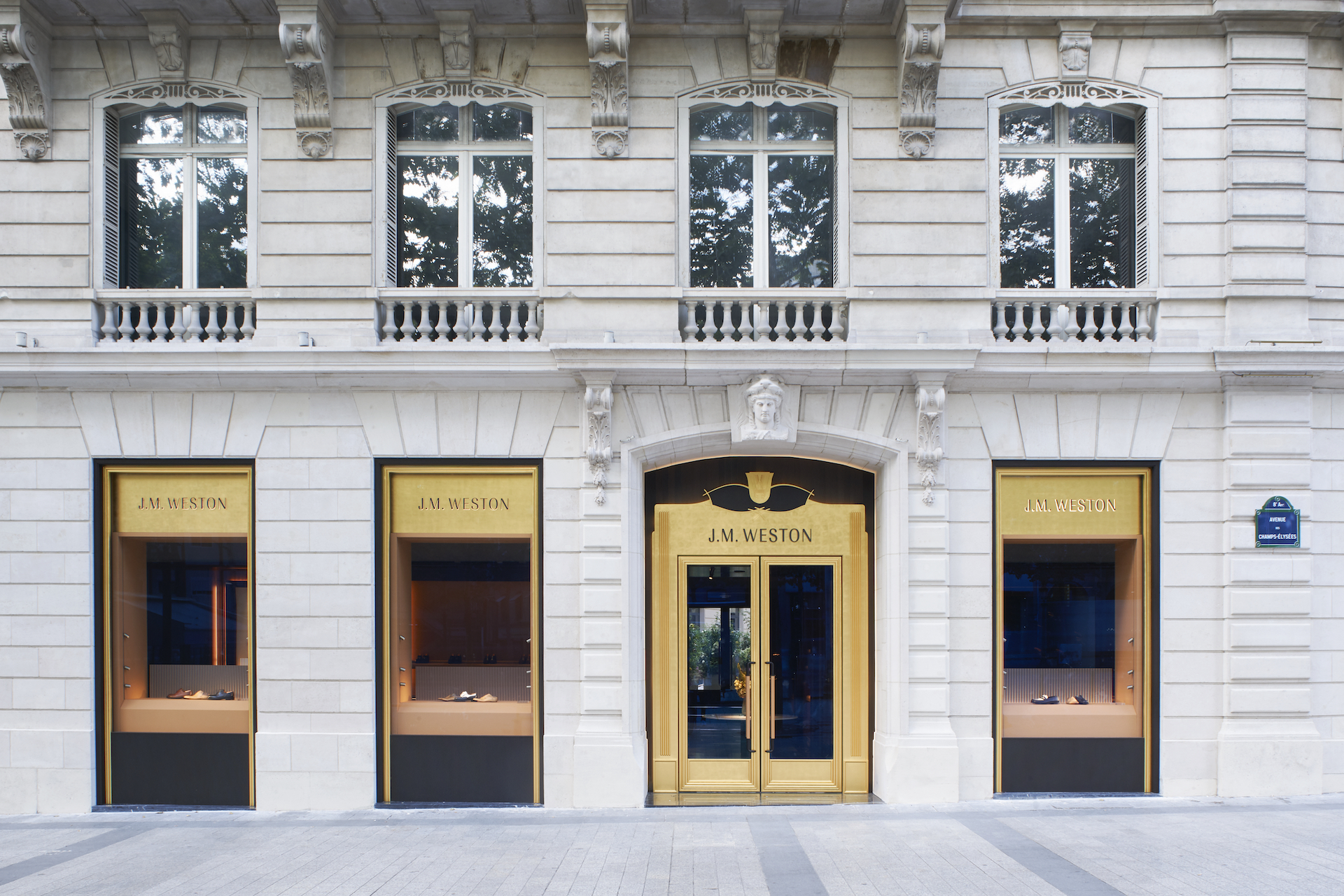
Boutique J.M. Weston située au 55 avenue des Champs-Elysées

J.M. Weston est présidée par Christopher Descours : « Aujourd’hui, ce sont les valeurs d’artisanat, de pérennité, de qualité et de transmission des savoir-faire français que le groupe EPI s’emploie à perpétuer dans chacune de ses autres acquisitions, toutes héritées de l’esprit particulier de cette marque de souliers. » À part la coupe du cuir réalisée au laser, la fabrication est entièrement manuelle et nécessite de cent-cinquante à deux-cents étapes.
De 2001 à 2017, Michel Perry en est le directeur artistique. Il est remplacé en janvier 2018 par Olivier Saillard.
2006 est l'année de la première collection de maroquinerie et bagagerie. Suivra une petite collection, marginale, pour femmes. La gamme de maroquinerie sera largement étendue durant la fin de l'année 2012.
En 2008, bien que la manufacture ait été déplacée en 1991, l'entreprise est toujours installée à Limoges où elle produit environ 50 000 paires, de chaussures pour un chiffre d'affaires de cinquante millions d'euros,, avec deux-cent-vingts employés dont cent-quatre-vingt-dix ouvriers.
J.M. Weston fournit annuellement 1 800 paires de bottes à la gendarmerie (dont la Garde républicaine et les motards de la Gendarmerie mobile) et à la police nationale représentent environ 5 % de la production. La marque est également connue pour chausser les hommes d'État français comme Laurent Fabius, Dominique Strauss-Kahn ou François Fillon, ainsi que les présidents de la République française Valéry Giscard d'Estaing, François Mitterrand, Jacques Chirac, Nicolas Sarkozy ou Emmanuel Macron,. Par exemple, François Mitterrand ne possédait pas moins de trente paires de mocassins Weston.
En décembre 2010, J.M. Weston obtient la fermeture d'une usine de contrefaçon située à Canton en Chine.
La marque dispose d'une quinzaine de points de vente en France, et vingt-cinq à l'international.

## Groupe EPI
L'entreprise fait partie depuis 1974 du groupe familial EPI (Société européenne de participations industrielles), fondé par Christopher Descours, qui détient également les enseignes de vêtements pour enfants Bonpoint et de chemises Alain Figaret. La holding EPI possède aussi la marque Michel Perry. Michel Perry est par ailleurs directeur artistique des chausseurs J.M. Weston et Michel Perry.

## Collaborations annexes
La marque collabore de temps en temps avec d'autres afin de commercialiser des produits différents de la gamme habituelle, par exemple avec Kitsuné, Joséphine de La Baume pour le modèle Derby 463, ou avec la boutique Colette.